# Тактикон Лава VI
Тактикон Лава VI (грчки: Τακτικά) је средњовековно дело о ратној вештини, писан од стране византијског цара Лава VI Мудрог (895—908). Издао га је његов син Константин VII Порфирогенит. Тактикон садржи драгоцене податке о обичајима и свакодневном животу старих Словена.

## Историја
Лав VI је био син оснивача Македонске династије, цара Василија I. Рођен је 866. године, а на престо је ступио са двадесет година, након смрти свога оца. Био је веома образован; учитељ му је био Фотије. Није узимао учешћа у ратовима већ је све до своје смрти 912. године живео повучен у двору. Значајан је по литерарној делатности. Лавов син био је каснији византијски цар, Константин Порфирогенит, који је и издао Тактикон. Тактика цара Лава је дело о ратној вештини. Представља приручник савременог ратовања, у првом реду намењен царевом сину. У науци се дуго водила полемика око ауторства овог дела. Данас нема сумње да ју је написао Лав. Користио је многе раније писце, нарочито Псеудо-Маврикијев Стратегикон. Највећи део података о Словенима преузет је из Стратегикона, с тим што је Лав вршио коректуре, избацивања и уметања како би његов спис био што савременији. Често у свом делу под Скитима подразумева Словене. 
Тако Лав о Скитима пише да "имају једнообразан начин живота и ратовања, пошто најчешће живе скитачки, са мноштвом поглавица и без одређеног посла (земљорадничког). Једино племена Бугара и Турака уређују сличан бојни ред, јачи од осталих скитских народа, сложно се борећи под заповедништвом једног војсковође". 
У тактикону Лав описује ратовања Лангобарда и Гепида, као и словенске народе са леве обале Дунава: "Словени су били непријатељи када су живели са оне стране Истра кога зовемо и Дунавом. Против њих ратоваху Ромеји пошто су Словени тада живели скитачки све док нису прешли Истар и подвргли се ромејској власти". 
Тактикон Лава VI даје нам веома вредне податке о начину живота старих Гепида, Лангобарда и Словена: "Словенска племна живела су слободно, не допуштајући да буду поробљена и да се њима влада, нарочито када су живела са оне стране Дунава. Одатле су племена доведена на Балкан и приморана да приме туђу власт. Ипак, задржавали су свој начин живота. Примили су хришћанство, али су сачували склоност према старим обичајима. Била су многобројна, издржљива, лако подносећи глад, хладноћу и врућине . Василије их ослободи ропства сопствених владара, подари им крштење и научи их да се боре против непријатеља Словена. Словенским племенима беше у обичају претерана гостољубивост. Према гостима бејаху пријатни и благи, чуваху их неповређене на својој земљи, дајући им храну и уколико је странац повређен, против његовог домаћина покретан је рат. Словени су сматрали освету странца светом. Заробљенике не држаше у ропству дуго већ им после одређеног времена допуштају да се врате у сопствену земљу уз неку откупнину или да се задрже у словенској земљи као слободни људи. Након смрти својих мужева, жене су извршавале самоубиство. За јело су најчешће употребљавали просо тешко подносећи остале терете пољопривреде. Наоуржавали су се кратким копљима, сваки човек по два, а неки и штитовима. Служили су се дрвеним лукобима и стрелама премазаним отровом. Нападали су изненада и у заседама". 